# Alberto II di Brandeburgo-Ansbach
Alberto II di Brandeburgo-Ansbach (Ansbach, 18 settembre 1620 – Ansbach, 22 ottobre 1667) fu margravio di Brandeburgo-Ansbach dal 1634 fino alla sua morte.

## Biografia
Alberto era il secondo figlio di Gioacchino Ernesto, e di sua moglie, la contessa Sofia di Solms-Laubach.
Divenne margravio di Brandeburgo-Ansbach alla morte del fratello Federico, nel 1634. Visto che era ancora minorenne, la reggenza del principato venne affidata alla madre. Solo nel 1639, con la maggiore età, poté governare il principato.
Con molta abilità diplomatica, ha governato il Brandeburgo-Ansbach attraverso gli ultimi dieci anni della guerra e, attraverso le riforme amministrative, il supporto per le corporazioni, la vita culturale e una buona politica di credito, ha promosso gli inizi della ricostruzione post-bellica. Ha offerto rifugio ai profughi religiosi provenienti dall'Austria. Attivo nella politica del Sacro Romano Impero, ha inviato truppe per sostenere la guerra contro l'Impero ottomano.

## Matrimoni

### Primo Matrimonio
Sposò, nel 1642, Enrichetta Luisa di Württemberg-Mömpelgard (1623-1650), figlia di Ludovico Federico di Württemberg-Mömpelgard. Ebbero tre figlie:
- Sofia Elisabetta (1643);
- Albertina Luisa (1646-1670);
- Sofia Amelia (1649).

### Secondo Matrimonio
Sposò, il 15 ottobre 1651, Sofia Margherita di Oettingen-Oettingen (19 dicembre 1634-5 agosto 1664), figlia di Gioacchino Ernesto di Oettingen-Oettingen. Ebbero cinque figli:
- Luisa Sofia (1652-1668);
- Giovanni Federico (1654-1686);
- Alberto Ernesto (1659-1674);
- Dorotea Carlotta (1661-1705), sposò Ernesto Luigi d'Assia-Darmstadt, ebbero cinque figli;
- Eleonora Giuliana (1663-1724), sposò Federico Carlo di Württemberg-Winnental, ebbero sette figli.

### Terzo Matrimonio
Spos, il 6 agosto 1665 a Durlach, Cristina di Baden-Durlach (1645-1705), figlia di Federico VI di Baden-Durlach. Non ebbero figli.

## Morte
Morì il 22 ottobre 1667, all'età di 47 anni. Fu sepolto nella Johanniskirche, a Ansbach.

## Ascendenza
|                                                         |                                              |                                                   | Genitori                                       |  |  | Nonni |  |  | Bisnonni                                            |  |  | Trisnonni                                         |  |
|                                                         |                                              |                                                   |                                                |  |  |       |  |  | Gioacchino II, XII principe elettore di Brandeburgo |  |  | Gioacchino I, XI principe elettore di Brandeburgo |  |
|                                                         |                                              |                                                   |                                                |  |  |       |  |  | Gioacchino II, XII principe elettore di Brandeburgo |  |  | Gioacchino I, XI principe elettore di Brandeburgo |  |
|                                                         |                                              | Elisabetta di Danimarca                           |                                                |  |  |       |  |  | Gioacchino II, XII principe elettore di Brandeburgo |  |  |                                                   |  |
| Giovanni Giorgio, XIII principe elettore di Brandeburgo |                                              |                                                   |                                                |  |  |       |  |  | Gioacchino II, XII principe elettore di Brandeburgo |  |  |                                                   |  |
|                                                         |                                              | Maddalena di Sassonia                             | Giorgio, IX duca di Sassonia                   |  |  |       |  |  |                                                     |  |  |                                                   |  |
|                                                         |                                              | Maddalena di Sassonia                             | Giorgio, IX duca di Sassonia                   |  |  |       |  |  |                                                     |  |  |                                                   |  |
|                                                         |                                              | Maddalena di Sassonia                             | Barbara di Polonia                             |  |  |       |  |  |                                                     |  |  |                                                   |  |
| Gioacchino Ernesto, VI margravio di Brandeburgo-Ansbach |                                              | Maddalena di Sassonia                             |                                                |  |  |       |  |  |                                                     |  |  |                                                   |  |
|                                                         |                                              | Gioacchino Ernesto, III principe di Anhalt-Zerbst | Giovanni IV, I principe di Anhalt-Zerbst       |  |  |       |  |  |                                                     |  |  |                                                   |  |
|                                                         |                                              | Gioacchino Ernesto, III principe di Anhalt-Zerbst | Giovanni IV, I principe di Anhalt-Zerbst       |  |  |       |  |  |                                                     |  |  |                                                   |  |
|                                                         |                                              | Gioacchino Ernesto, III principe di Anhalt-Zerbst | Margherita di Brandeburgo                      |  |  |       |  |  |                                                     |  |  |                                                   |  |
| Elisabetta di Anhalt-Zerbst                             |                                              | Gioacchino Ernesto, III principe di Anhalt-Zerbst |                                                |  |  |       |  |  |                                                     |  |  |                                                   |  |
|                                                         |                                              | Agnese di Barby-Mühlingen                         | Volfango I, IX conte di Barby-Mühlingen        |  |  |       |  |  |                                                     |  |  |                                                   |  |
|                                                         |                                              | Agnese di Barby-Mühlingen                         | Volfango I, IX conte di Barby-Mühlingen        |  |  |       |  |  |                                                     |  |  |                                                   |  |
|                                                         |                                              | Agnese di Barby-Mühlingen                         | Agnese di Mansfeld                             |  |  |       |  |  |                                                     |  |  |                                                   |  |
| Alberto II, VIII margravio di Brandeburgo-Ansbach       |                                              | Agnese di Barby-Mühlingen                         |                                                |  |  |       |  |  |                                                     |  |  |                                                   |  |
|                                                         | Federico Magnus I, II conte di Solms-Laubach | Otto, I conte di Solms-Laubach                    |                                                |  |  |       |  |  |                                                     |  |  |                                                   |  |
|                                                         | Federico Magnus I, II conte di Solms-Laubach | Otto, I conte di Solms-Laubach                    |                                                |  |  |       |  |  |                                                     |  |  |                                                   |  |
|                                                         | Federico Magnus I, II conte di Solms-Laubach | Anna di Meclemburgo-Schwerin                      |                                                |  |  |       |  |  |                                                     |  |  |                                                   |  |
| Giovanni Giorgio I, III conte di Solms-Laubach          | Federico Magnus I, II conte di Solms-Laubach |                                                   |                                                |  |  |       |  |  |                                                     |  |  |                                                   |  |
|                                                         |                                              | Agnese di Wied                                    | Giovanni III, IV conte di Wied                 |  |  |       |  |  |                                                     |  |  |                                                   |  |
|                                                         |                                              | Agnese di Wied                                    | Giovanni III, IV conte di Wied                 |  |  |       |  |  |                                                     |  |  |                                                   |  |
|                                                         |                                              | Agnese di Wied                                    | Elisabetta di Nassau-Siegen                    |  |  |       |  |  |                                                     |  |  |                                                   |  |
| Sofia di Solms-Laubach                                  |                                              | Agnese di Wied                                    |                                                |  |  |       |  |  |                                                     |  |  |                                                   |  |
|                                                         |                                              | Giorgio I, IX signore di Schönburg-Glauchau       | Ernesto II, VIII signore di Schönburg-Glauchau |  |  |       |  |  |                                                     |  |  |                                                   |  |
|                                                         |                                              | Giorgio I, IX signore di Schönburg-Glauchau       | Ernesto II, VIII signore di Schönburg-Glauchau |  |  |       |  |  |                                                     |  |  |                                                   |  |
|                                                         |                                              | Giorgio I, IX signore di Schönburg-Glauchau       | Amelia di Leisnig                              |  |  |       |  |  |                                                     |  |  |                                                   |  |
| Margherita di Schönburg-Glauchau                        |                                              | Giorgio I, IX signore di Schönburg-Glauchau       |                                                |  |  |       |  |  |                                                     |  |  |                                                   |  |
|                                                         |                                              | Dorothea di Reuss-Greiz                           | Heinrich XIV, VI signore di Reuss-Greiz        |  |  |       |  |  |                                                     |  |  |                                                   |  |
|                                                         |                                              | Dorothea di Reuss-Greiz                           | Heinrich XIV, VI signore di Reuss-Greiz        |  |  |       |  |  |                                                     |  |  |                                                   |  |
|                                                         |                                              | Dorothea di Reuss-Greiz                           | Amelia di Mansfeld                             |  |  |       |  |  |                                                     |  |  |                                                   |  |
|                                                         |                                              | Dorothea di Reuss-Greiz                           |                                                |  |  |       |  |  |                                                     |  |  |                                                   |  |